# アックス–グロタンディークの定理
数学において、 アックス–グロタンディークの定理（英: Ax–Grothendieck theorem）は単項式の単射性と全射性についての結果である。ジェームズ・アックス (James Ax) とアレクサンドル・グロタンディーク (Alexander Grothendieck) によって独立に証明された。
定理はしばしば次の特別な形で述べられる。P が Cn から Cn への多項式関数で、P が単射ならば、P は全単射である。つまり、P が異なる引数を常に異なる値に写すならば、P の値域は Cn 全体を覆う。
定理の完全な形は代数的閉体上の任意の代数多様体に一般化される。

## 有限体を経由した証明
グロタンディークによる定理の証明は有限体とその代数的閉包に対する同様の定理を証明することに基づいている。つまり、それ自身有限であるかまたは有限体の閉包であるような任意の体 F に対して、Fn から自身への多項式写像 P が単射ならば全射である。
F が有限体であれば、Fn は有限である。この場合定理は自明な理由によって正しい。多項式関数に限らず、有限集合からそれ自身への任意の単射は全射である。F が有限体の代数的閉包であるとき、結果はヒルベルトの零点定理から従う。それゆえ複素数に対するアックス–グロタンディークの定理は、C 上の反例が仮にあったとすればそれから有限体上のある代数拡大における反例が出ることを示すことによって証明できる。
証明のこの手法は次の点において注目すべきである。標数 0 の体における finitistic な代数的関係が、標数の大きい有限体上の代数的関係に翻訳される、というアイデアの例である。したがって、有限体の算術を C についてのステートメントを証明するために使うことができる。どんな有限体からも C への準同型が存在しないにもかかわらずである。それゆえ証明は多項式についての初等的なステートメントを証明するのにモデル理論的な原理を使う。一般のケースに対する証明も同様の手法を使う。

## 他の証明
定理の証明は他にもある。アルマン・ボレル (Armand Borel) は位相を使った証明を与えた。n = 1 で体が C のケースは C が代数的閉体であることから従い、C 上の任意の解析関数 f に対して f の単射性は f の全射性を意味するという結果の特別な場合として考えることもできる。これはピカールの定理の系である。

## 関連した結果
有限型の射についての定理を有限体に帰着する別の例を EGA IV において見つけることができる。そこでは、S 上有限型のスキーム X の radicial な S-自己準同型が全単射であること (10.4.11) と、X/S が有限表示であり、自己準同型が単射であれば、自己同型であること (17.9.6) が示されている。
アックス–グロタンディークの定理はエデンの園定理の証明に使うこともできる。これはアックス–グロタンディークの定理のように単射性を全射性と関係付ける結果であるが、代数的な分野よりというはむしろセル・オートマトンにおけるものである。この定理の直接的な証明は知られているが、アックス–グロタンディークの定理を使った証明の方が従順群に作用するオートマトンにより広く拡張する。
次に挙げるのはアックス–グロタンディークの定理の部分的な逆のいくつかである。
- Z あるいは (Z/pZ)[t] の有限生成拡大上の n 次元アフィン空間の生成点で全射な多項式写像は全単射であり多項式の逆関数は同じ環上有理的である（それゆえ代数的閉包のアフィン空間上全単射である）。
- ヒルベルト体上の n 次元アフィン空間の生成点で全射な有理写像は生成点で全単射であり逆写像は同じ体上で定義されている。（「ヒルベルト体」(Hilbertian field) はここではヒルベルトの既約性定理が成り立つような体として定義されている。例えば有理数体や関数体。）[7]